# هنري دبليو. ميلر
هنري دبليو. ميلر (بالإنجليزية: Henry W. Miller)‏ هو سياسي أمريكي، ولد في 1807، وتوفي في 1885. انتخب عضو مجلس نواب ولاية ايوا.